# Regina Buggy
Regina „Gina“ Buggy (* 12. November 1959 in Plymouth, Pennsylvania) ist eine ehemalige Hockey-Spielerin aus den Vereinigten Staaten. Sie gewann 1984 eine olympische Bronzemedaille.

## Leben
Regina Buggy graduierte 1981 am Ursinus College. Sie war Nationalspielerin im Hockey und im Lacrosse. 1983 belegte sie mit der Damen-Hockeynationalmannschaft der Vereinigten Staaten den sechsten Platz bei der Weltmeisterschaft in Kuala Lumpur.
Buggy war auch Mitglied der Nationalmannschaft bei den Olympischen Spielen 1984 in Los Angeles. Dort trafen in der Gruppenphase alle sechs teilnehmenden Teams aufeinander. Es siegten die Niederländerinnen vor den Deutschen. Dahinter lagen die Mannschaft der Vereinigten Staaten, die Australierinnen und die Kanadierinnen punktgleich. Während die Kanadierinnen ein negatives Torverhältnis hatten, lagen auch hier das US-Team und die Australierinnen gleichauf. Die beiden Teams trugen deshalb 15 Minuten nach dem Ende des letzten Spiels ein Siebenmeterschießen um die Bronzemedaille aus, das die Amerikanerinnen mit 10:5 gewannen. Buggy wirkte nur in den Spielen gegen Kanada und Deutschland mit.
Buggy war später Hockeytrainerin im College-Bereich.